# John Bartram (friidrottare)
John Bartram, född 3 juni 1925, död 20 november 2014, var en australisk friidrottare. Han deltog vid olympiska sommarspelen 1948.